# تبارا
تبارا دهستانی در استان آلباستهٔ اسپانیا است.
در این دهستان ۷۸۶۹ نفر زندگی می‌کنند. مساحت این دهستان ۳۲۴٫۸۶ کیلومتر مربع است.